# Буревестник (женский баскетбольный клуб, Ленинград)
«Буревестник» — ленинградский студенческий женский баскетбольный клуб. Серебряный призёр чемпионата СССР 1964 года.

## История
«Буревестник» является участником первенства СССР, с самого первого клубного чемпионата, разыгранного в 1937 году. В чемпионатах 1938 и 1940 годов команда занимала 5-е места, была 4-й в 1939 году.
В 1950-е годы ленинградские баскетболистки, за исключением «бронзового» 1953 года, были стабильными «середняками» турнирной таблицы, балансируя между 5 — 9-м местами. Рассвет команды пришёл на 1960-е года XX столетия.
Серебряный призёр чемпионата СССР 1964 года, бронзовый — 1961, 1968 гг.; второй призёр Всесоюзных зимних соревнований 1967 года. Является 4-кратным чемпионом ЦС ДСО (Центральный совет Добровольного спортивного общества).
После того как в 1969 году команда заняла 4-е место, начался закат клуба: 1970 — 8-е место, 1971 — 11-е место и вылет из элиты. Поиграв один сезон в первой лиге «Буревестник» вернулся в 1973 году в высшую лигу, где занял 9-е место. В 1975 году команда снова покинула элиту, чтобы вернуться обратно в 1978 году. Сезон 1978/79 года для студенток из Ленинграда был последний, в котором они соревновались с сильнейшими клубами СССР. Вылетев из элиты с последнего места, «Буревестник» все остальные годы, вплоть до распада СССР, играл в первой лиге союзного чемпионата.
В соревнованиях Российского женского баскетбола «Буревестник» не участвует.

## Титулы
- Серебряный призёр чемпионата СССР: 1964
- Бронзовый призёр чемпионата СССР: 1953, 1961, 1968

## Знаменитые игроки
- Серафима Еремкина — чемпионка мира (1967).
- Нина Зазнобина — чемпионка Европы (1954).
- Галина Дронова — чемпионка Европы (1960).
- Людмила Попкова — чемпионка Европы (1960).